# 魯托克里介
魯托克里介（学名：Krithe rutoti）为荊花介科克里介屬下的一个种。